# Naturschutzgebiet Eichenberg (Kallmünz)
Der Eichenberg ist ein 32 Hektar großes Naturschutzgebiet 1,5 Kilometer nordöstlich von Kallmünz an der rechten Talseite der Naab gelegen im Landkreis Regensburg, Bayern. Zum Naturschutzgebiet gehören neben dem 433 Meter hohen Eichenberg auch ein Abschnitt der Naab mit ehemals als Wiesen genutzten Inseln. Die Hochfläche des Eichenberges beherbergt gefährdete trockenheitsliebende Lebensgemeinschaften. Kennzeichnend sind auch die Riff-Kalkfelsen im Gebiet. Zum Schutz der Vegetation und wegen akuter Steinschlaggefahr ist das Betreten des Naturschutzgebietes untersagt.